# Mount Askin
Der Mount Askin ist ein rund 3000 m hoher Berg mit abgeflachtem Gipfel am Ostrand des Australischen Antarktis-Territoriums. Im Hauptkamm der Britannia Range des Transantarktischen Gebirges ragt er zwischen dem Mount McClintock und dem Mount Aldrich auf.
Das Advisory Committee on Antarctic Names benannte ihn im Jahr 2000 nach der aus Neuseeland stammenden Geologin Rosemary A. Askin (* 1941) vom Byrd Polar Research Center der Ohio State University, die zwischen 1970 und 2000 auf der Antarktischen Halbinsel, den Südlichen Shetlandinseln, im Viktorialand und in der Umgebung des hier beschriebenen Bergs tätig war.